# Campodimele
Campodimele là một đô thị (comune) ở tỉnh Latina, vùng Lazio của Ý. Đô thị Campodimele có diện tích 38 km2, dân số thời điểm 1 tháng 6 năm 2009 là 671 người.
Campodimele có các đơn vị dân cư sau:
Campodimele giáp với các đô thị:
Thị trấn nằm trên ngọn đồi karst, giữa dãy núi Ausoni và dãy núi Aurunci. Kinh tế chủ yếu dựa vào nông nghiệp.